# Фортеця Окрос-Ціхе
Окрос-Ціхе (груз. ოქროს ციხე, у прямому значенні — «золота фортеця») — середньовічна фортеця, яка розташована у Адіґенському муніципалітеті, у південному грузинському мхаре Са́мцхе-Джавахе́ті, на північ від села Шока. Вона знаходиться в історичній долині Квабліані, на важкодоступній скелястій горі. Фортеця була помітною у грузино-османських зіткненнях XVI століття, а також була відома турецьким еквівалентом своєї назви — Алтенкала. У 2007 році Окрос-Ціхе була внесена до списку нерухомих пам'яток культури Грузії, що мають національне значення.

## Географія
Окрос-Ціхе – доволі велика фортеця, яка розташована високо на горі, приблизно 1700 м над рівнем моря, тобто, метрів на 500 вище усієї адігенської долини. Потрапити сюди не дуже легко. Наприклад, до фортеці можна добратися з села Боладжурі, йдучи від нього прямо на північ. До фортеці веде стежка довжиною 3,5 км. Також можна піти довгим шляхом з того ж села – через Квемо-Ентелі, Земо-Ентелі й Пхеро в село Шоку, звідкіля лишається 1,5 км. Крім того, можна вибрати шляї прямо з Адігені, через Занаві й Гомар (близько 7 км).

## Архітектура

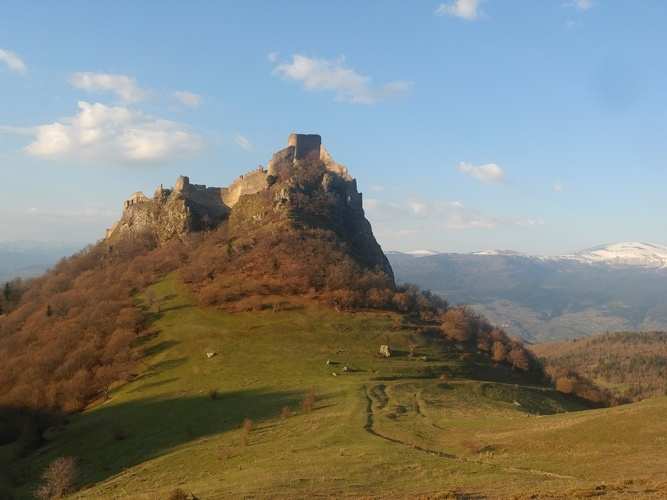
Окрос-Ціхе, Грузія

Фортеця Окрос-Ціхе — одне з найбільших середньовічних укріплень Грузії. Її товсті стіни побудовані з масивних грубо оброблених кам'яних блоків, що стоять на висоті 10 метрів. Цитадель фортеці знаходиться на вершині скелястого хребта гори, а її вали — укріплені великими вежами — круто спускаються як по південному, так і по північному схилах. План фортечної споруди складний: з декількома рівнями, що відповідають неправильній поверхні скелі, та штучними стінами, що змішуються зі скелястою стіною.

## Історія
Фортеця Окрос-Ціхе була побудована в кінці XIII або на початку XIV століття і була одним з головних укріплень, якими володіла династія Джакелів князівства Самцхе-Саатабаго. Завдяки своєму панівному положенню в долині Квабліані, фортеця зіграла помітну роль в обороні Самцхе проти вторгнення османської армії під час походу Лала Мустафа-паші на Кавказ 1578 року. Саме там переховувалася княгиня Дедісімеді перед тим, як укласти мирну угоду з османським полководцем. Після остаточного османського завоювання провінції фортеця була відома своєю турецькою назвою Алтенкала і служила центром однойменного округу (ліви).